# Ariondassa
L'Ariondassa è stato un gruppo di musica popolare piemontese riproponente i temi tradizionali della civiltà contadina.

## Storia
Nasce nel 1996 dall'incontro di quattro musicisti Ciacio Marchelli, Rinaldo Doro, Lorenzo Bojoli e Simone Boglia provenienti da gruppi storici del folk-revival: Ciapa Rusa, Tre Martelli e Ombra Gaja a cui si è aggiunta la suonatrice di gironda Emanuela Bellis.
Gli strumenti musicali usati sono quelli tradizionali come ghironda, organetto, cornamusa, una particolare attenzione è stata data dal recupero di quelli poveri, realizzati con materiali semplici e di recupero, come la ravi (piccole zucche secche usate come un kazoo, la fruja (sonaglietto di latta e legno), le tacchenettes (due ossa bovine o suine).
Il repertorio elaborato dal gruppo è frutto della ricerca effettuata dai suoi membri, sia sul campo sia attraverso le opere di raccoglitori storici come Costantino Nigra e Leone Sinigaglia, si avvale anche della collaborazione del Centro Etnologico Canavesano di Baio Dora (TO) e del coro Bajolese.
Il loro album d'esordio è Il tabernacolo dell'onesto peccato (2001) che è stato recensito ottimamente dalla rivista francese Trad Magazine.
Il secondo album Del Piemont als Pirineus è stato registrato dal vivo durante i concerti tenuti dal gruppo in Europa.

## Formazione
- Lorenzo Lampo Bojoli: piffero, cornamusa, clarinetto, flauti, percussioni, ocarina,
- Sonia Cestonaro: oboe, ciaramella, tarota, arpa diatonica, gralla
- Rinaldo Genio Doro: organetto, fisarmonica, voce
- Vincenzo Chacho Marchelli: voce, organetto, fruja, ravi
- Andrea Peasso: contrabbasso, chitarra, voce
- Emanuela Bellis: ghironda, organetto, tachenettes, voce

## Discografia
- 2001 Il tabernacolo dell'onesto peccato (S.M.C. Records - MP0108)
- 2003 Del Piemont als Pirineus (DiscMedi-Blau - DM96-02)
- 2005 In cerca di grane (FolkClub Ethnosuoni - ES5350)
- 2011 Campagni grami (FolkClub Ethnosuoni)

## Collaborazioni e gemellaggi
Ha in cantiere progetti di scambio culturale e collaborazione con i gruppi:
- El Pont d'Arcalís, Catalogna con cui ha prodotto un CD e il concerto conjunto a Barcellona
- Kanta, Bretagna-Galles
- La Kinkerne, Savoia